# Колдунов, Александр Иванович
Алекса́ндр Ива́нович Колдуно́в (20 сентября 1923, деревня Мощиново, Смоленская губерния — 7 июня 1992, Москва) — советский военный и государственный деятель, Главный маршал авиации (1984), дважды Герой Советского Союза (1944, 1948).
В годы Великой Отечественной войны — один из лучших советских асов-истребителей. Самый результативный ас из числа воевавших на истребителях «Як».

## Биография
Родился в семье служащего. Русский. В 1932 году семья Колдуновых переехала в Москву. Окончил среднюю школу в городе Электроугли Московской области, работал токарем на машиностроительном заводе. Учился в Реутовском аэроклубе, который располагался в деревне Чёрное Балашихинского района.

## Великая Отечественная война
В Рабоче-Крестьянской Красной Армии с 1941 года. Во время Великой Отечественной войны в марте 1943 года окончил Качинскую Краснознамённую военную авиационную школу имени Мясникова. Был распределён инструктором в 3-ю запасную авиационную бригаду (Саратов), но вскоре сумел добиться зачисления в действующую армию.
С мая 1943 года в должности лётчика 866-го истребительного авиационного полка — на фронте. Первая победа одержана 18 июля 1943 года над рекой Северский Донец. Быстро набирал боевой счёт, также быстро рос в должностях: в течение нескольких месяцев 1943 года был младшим лётчиком, лётчиком, командиром звена, заместителем командира истребительной эскадрильи. С осени 1943 года до конца войны командовал эскадрильей. Наиболее отличился в таких операциях войны, как битва за Днепр, освобождение Правобережной Украины, Ясско-Кишинёвская операция, Будапештская операция, освобождение Румынии, Болгарии, Югославии, Венгрии, Чехословакии и Австрии.
К началу мая 1944 года командир эскадрильи 866-го истребительного авиационного полка 288-й истребительной авиационной дивизии 17-й воздушной армии 3-го Украинского фронта капитан Колдунов совершил 223 боевых вылета, провёл 45 воздушных боёв, сбил лично 15 самолётов противника и 1 — в группе.
За эти подвиги 2 августа 1944 года Указом Президиума Верховного Совета СССР капитану Колдунову А. И. присвоено звание Героя Советского Союза с вручением ордена Ленина и медали «Золотая Звезда».
Всего за годы войны А. И. Колдунов совершил 412 боевых вылетов, провёл 96 воздушных боёв, в ходе которых им лично сбито 46 вражеских самолётов и 1 — в составе группы.
Через три года, в составе группы награждённых к 30-й годовщине Советской Армии, Указом Президиума Верховного Совета СССР от 23 февраля 1948 года майор А. И. Колдунов награждён второй медалью «Золотая Звезда», став дважды Героем Советского Союза.
Также на счету Колдунова был один бой против американской авиации. 7 ноября 1944 года в районе города Ниш в Югославии две группы (в общей сложности 27 самолётов) американских самолётов Р-38 «Лайтнинг» по ошибке атаковали колонну советских войск, было убито 12 советских солдат и офицеров, в том числе командир 6-го гвардейского стрелкового корпуса гвардии генерал-лейтенант Г. П. Котов. Для отражения налёта была подняты 9 истребителей во главе с Колдуновым. Рискуя жизнью, Колдунов приблизился к американским самолётам, показывая им красные звёзды на фюзеляже, но был обстрелян, а два советских самолёта — сбито. Ответным огнём были сбиты 3 (по советским данным) или 2 (по американским данным) самолёта США, в том числе одного сбил Колдунов. В конце концов ему всё-таки удалось добиться прекращения боя, поставив свой самолёт буквально перед носом ведущего группы американцев. Затем был большой дипломатический скандал, американцы признали ошибку и принесли извинения, но сбитые американские самолёты нашим лётчикам засчитаны не были. По неподтверждённому мнению, в 1948 году вторую звезду Героя он получил как раз за сбитых американцев.
Всю войну летал на истребителях А. С. Яковлева: Як-1, Як-7, Як-9 и Як-3. Дважды был легко ранен, несколько раз возвращался на повреждённом самолёте, но сбит не был. Входит в первую десятку наиболее результативных советских истребителей Великой Отечественной войны.

## Послевоенная служба
Продолжил службу в истребительной авиации ВВС, продолжал командовать эскадрильей в своём полку (который был включен в состав Южной группы войск и дислоцировался на территории Болгарии) до направления в академию в марте 1946 года. В 1952 году окончил Военно-воздушную академию в Монино. С июля 1952 года командовал 394-м истребительным авиационным полком в Северо-Кавказском военном округе (в 1954 году полк был передан в состав Северо-Кавказской армии ПВО. С апреля 1955 по сентябрь 1958 года — командир 86-й истребительной авиационной дивизии (куйбышевский корпус ПВО). Освоил ряд реактивных истребителей вплоть до МиГ-21.
В 1960 году окончил Военную академию Генерального штаба. С июля 1960 года несколько лет служил в Бакинском округе ПВО, был заместителем командующего и с января 1962 — командующим истребительной авиацией округа, с августа 1965 — первым заместителем командующего войсками округа. С июля 1968 года — командующий 11-й отдельной армией ПВО (Дальний Восток).

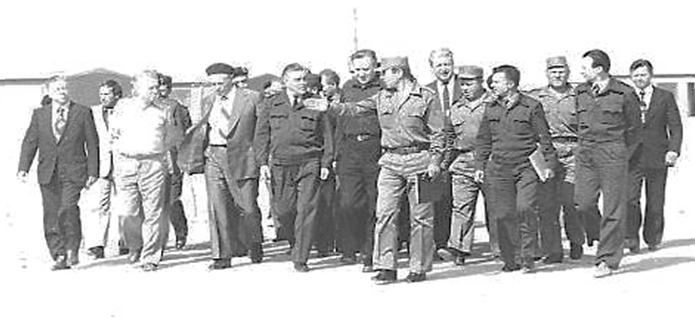
Главнокомандующий Войсками ПВО СССР
А. И. Колдунов инспектирует советские зенитно-ракетные полки в Сирии (1983—1984)

С ноября 1970 года — командующий войсками Московского округа ПВО. С декабря 1975 года — первый заместитель Главнокомандующего Войсками Противовоздушной обороны страны. С 28 июля 1978 года — Главнокомандующий Войсками Противовоздушной обороны СССР.
31 октября 1984 года А. И. Колдунову было присвоено воинское звание Главный маршал авиации.
Снят с должности 11 июня 1987 года после скандального полёта немецкого пилота Матиаса Руста к Москве и его посадки на Васильевский спуск, поблизости от Красной площади. Во время этого полёта средства ПВО обнаружили самолёт, к нему неоднократно высылались истребители. Однако атака тихоходного спортивного самолёта произведена не была.
Генерал-полковник авиации В. М. Красковский, командующий советскими войсками противоракетной и противокосмической обороны (1986—1991 гг.), много лет спустя выразил мнение, что маршал Колдунов «не остановился бы перед принятием самых крайних мер», если бы своевременно узнал об инциденте.
Член ВКП(б) с 1944 года. Кандидат в члены ЦК КПСС в 1971—1976 годах. Член ЦК КПСС в 1981—1990 годах. Депутат Совета Национальностей Верховного Совета СССР 9—11 созывов (1974—1989) от Туркменской ССР.

Памятник над могилой А. И. Колдунова на Новодевичьем кладбище Москвы

Жил в Москве. Скончался 7 июня 1992 года. Похоронен на Новодевичьем кладбище.

## Воинские звания
- Младший лейтенант (30.03.1943).
- Лейтенант (23.09.1943).
- Старший лейтенант (15.02.1944).
- Капитан (21.05.1944).
- Майор (09.04.1945).
- Подполковник (06.05.1949).
- Полковник (30.12.1952).
- Генерал-майор авиации (07.12.1957).
- Генерал-лейтенант авиации (16.06.1965).
- Генерал-полковник авиации (22.02.1971).
- Маршал авиации (28.10.1977).
- Главный маршал авиации (31.10.1984).

## Награды
СССР
- Дважды Герой Советского Союза (02.08.1944; 23.02.1948);
- Три ордена Ленина (02.08.1944; 18.02.1981; 19.02.1986);
- Шесть орденов Красного Знамени (08.09.1943; 30.01.1944; 29.04.1944; 29.04.1957; 22.02.1968; 19.09.1973);
- Орден Александра Невского (20.09.1944);
- Два ордена Отечественной войны I степени (06.03.1945; 11.03.1985);
- Орден Красной Звезды (30.12.1956);
- Орден «За службу Родине в Вооружённых Силах СССР» III степени (30.04.1975);
- Медаль «За боевые заслуги» (1951);
- Медаль «За взятие Будапешта» (1945);
- Медаль «За взятие Вены» (1945);
- Медаль «Ветеран Вооружённых Сил СССР» (1984);
- Медаль «За укрепление боевого содружества»;
- Медаль «За безупречную службу» 1-й степени (1962);
- Ряд юбилейных медалей СССР;
- Ленинская премия (1984);
- Почётный гражданин г. Смоленска (1980);

Иностранные ордена и медали
- Орден Георгия Димитрова (Болгария);
- Ордена Народной Республики Болгария 1-й (22.01.1985) и 2-й (14.09.1974) степеней (Болгария);
- Орден Партизанской звезды 2-й степени (Югославия);
- Орден Знамени с алмазами (Венгрия, 4.04.1985);
- Орден «За боевые заслуги» (Монголия, 6.07.1971);
- Орден Тудора Владимиреску 4-й степени (Румыния, 24.10.1969);
- Орден «За заслуги перед Отечеством» в серебре (ГДР, 8.05.1975);
- Боевой орден «За заслуги перед народом и Отечеством» в золоте (ГДР, 21.02.1983);
- Медаль «За боевое содружество» I степени (Венгрия, 20.06.1980);
- Медаль «Братство по оружию» в золоте (ГДР);
- Медаль «30 лет Национальной Народной Армии» (ГДР);
- Медаль «Братство по оружию» (Польша);
- Медаль «Военная доблесть» I класса (Румыния);
- Медаль «25 лет освобождения Румынии» (Румыния, 3.11.1969);
- Две медали «За укрепление дружбы по оружию» I степени (ЧССР, 20.03.1970, 25.05.1981);
- Медаль «40 лет освобождения Чехословакии Советской Армией» (ЧССР, 28.03.1985);
- Медаль «100 лет со дня рождения Георгия Димитрова» (Болгария);
- Медаль «20 лет Болгарской народной армии» (Болгария, 22.08.1964);
- Медаль «25 лет Народной власти» (Болгария, 08.09.1969);
- Медаль «100 лет Освобождения Болгарии от османского рабства» (Болгария, 22.11.1978);
- Медаль «За укрепление братства по оружию» (Болгария, 1979);
- Медаль «1300 лет Болгарии» (Болгария, 29.03.1982);
- Медаль «40 лет Победы над гитлеровским фашизмом» (Болгария, 16.05.1985);
- Медаль «50 лет Монгольской Народной Революции» (Монголия, 1971);
- Медаль «50 лет Монгольской Народной Армии» (Монголия, 1971);
- Медаль «60 лет Монгольской Народной Армии» (Монголия, 1981);
- Медаль «40 лет Халхин-Гольской Победы» (Монголия, 26.11.1979);
- Медаль «40 лет освобождения Кореи» (КНДР, 10.08.1985);
- Медаль «20-я годовщина Революционных Вооружённых сил Кубы» (Куба, 1976);
- Медаль «30-я годовщина Революционных Вооружённых сил Кубы» (Куба, 24.11.1986).

## Сочинения
- Колдунов А. И. На страже неба столицы. // Вестник противовоздушной обороны. — 1971. — № 12. — С. 19-24.
- Колдунов И. А. Организация и ведение противовоздушной обороны по опыту начального периода Великой Отечественной войны. // Военно-исторический журнал. — 1984. — № 4. — С. 12—19.
- Колдунов И. А. Войска противовоздушной обороны страны в Великой Отечественной войне. // Военно-исторический журнал. — 1985. — № 3. — С. 60—65.

## Память
- Бронзовый бюст дважды Героя Советского Союза А. И. Колдунова установлен в посёлке Монастырщина (открыт в 1951 году в родной деревне Мощиново, в 1970-х годах перенесён в п. Монастырщина).
- Почётный гражданин Смоленска (1982).
- В Хабаровске на доме, в котором он жил во время командования воздушной армией, установлена мемориальная доска.
- Имя А. И. Колдунова присвоено школе № 30 города Электроугли, школе в п. Монастырщина и школе в пос. Октябрьский Кинельского района Самарской области (2015).
- Имя А. И. Колдунова носит одна из улиц города Балашиха.
- Имя А. И. Колдунова носит авиалайнер Боинг 767-300ER российской авиакомпании Икар, регистрационный номер VP-BOY.